# Restrepia
 Restrepia  es un género  de 48 especies de orquídeas epífitas y ocasionalmente litófitas, de la subfamilia Epidendroideae de la familia Orchidaceae. Género muy próximo a Pleurothallis.

## Etimología
El género Restrepia (Rstp.) fue nombrado de este modo por José Celestino Mutis durante la expedición botánica en honor al Sr. José Manuel Restrepo, quien fue el primero que investigó la geografía y el medio natural de los Andes de la región de Antioquia en Colombia.

## Hábitat
Se encuentran en bosques de zonas de montaña donde hace frío y nieblas abundantes en los Andes, y Venezuela, con algunas especies en Centroamérica que llegan hasta el Sur de México.

## Descripción
Estas pequeñas orquídeas epífitas y raramente litófitas  no tienen pseudobulbos. Las hojas gruesas y erectas con apariencia de aspecto coriáceo son elípticas-ovoides, Las raíces muy finas que cuelgan de las ramas del huésped, parecen pelos.

Las flores se desarrollan individualmente en la base de la hoja. Nacen en un delgado pedúnculo, originado en la base de la parte de atrás de la hoja. El sépalo dorsal es alargado y erecto, y termina en lo que parece una bolsa gruesa. Tiene sépalos fusionados lateralmente  (sinsepalos) que pueden ser de un color brillante : blanco, amarillo, rosa, púrpura, naranja o broncíneo, con otros colores superpuestos, y contrastando con puntos púrpureos o bandas. El pétalo lateral, alargado,  también termina en una especie de bolsa. El labelo es ovoide y más amplio en el extremo, mostrando así mismo las mismas variaciones de color y de marcas.

Generalmente también presentan adornos de penachos y tallos con brácteas como de papel fino. En condiciones favorables pueden estar floreciendo a lo largo de todo el año. Se propagan formando nuevas plantulas, llamadas keikis, desde la base de las hojas maduras.

Algunas  especies, tal como  Restrepia muscifera , tienen una gran diversidad de tamaño, color, y forma, de tal manera que no hay dos poblaciones que se asemejen.

## EspeciesRestrepia

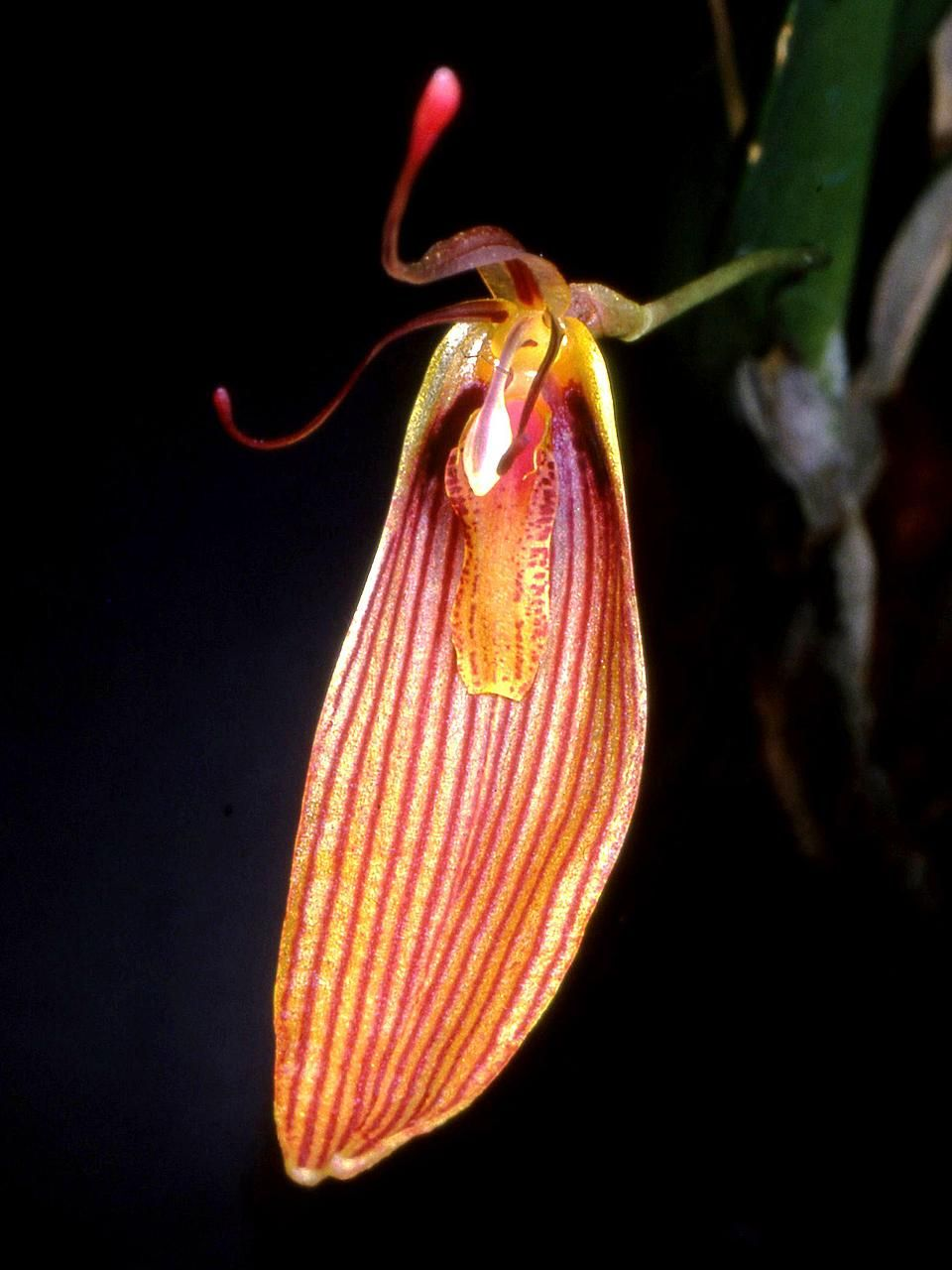
Restrepia antennifera
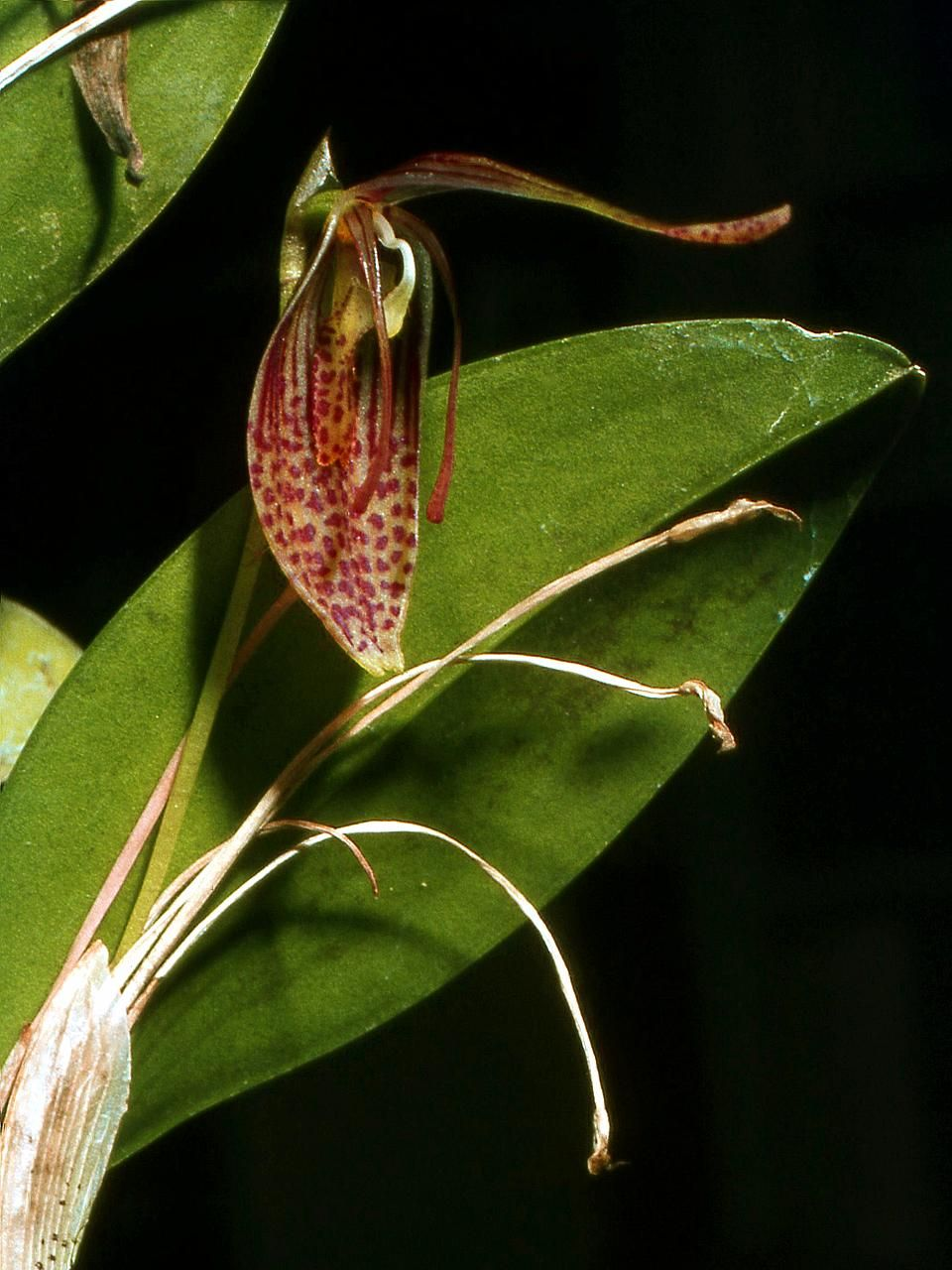
Restrepia aristulifera
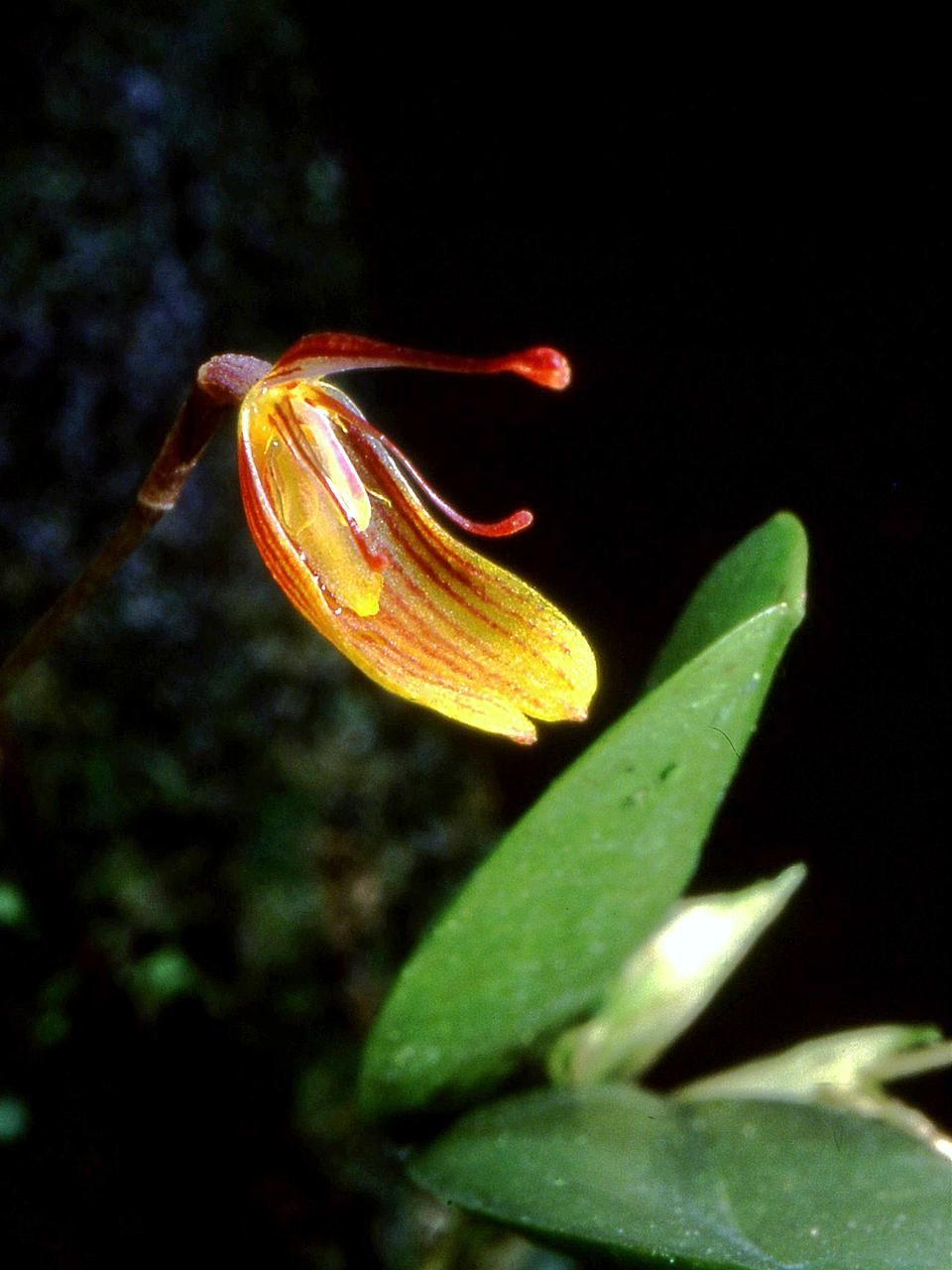
Restrepia aspasicensium
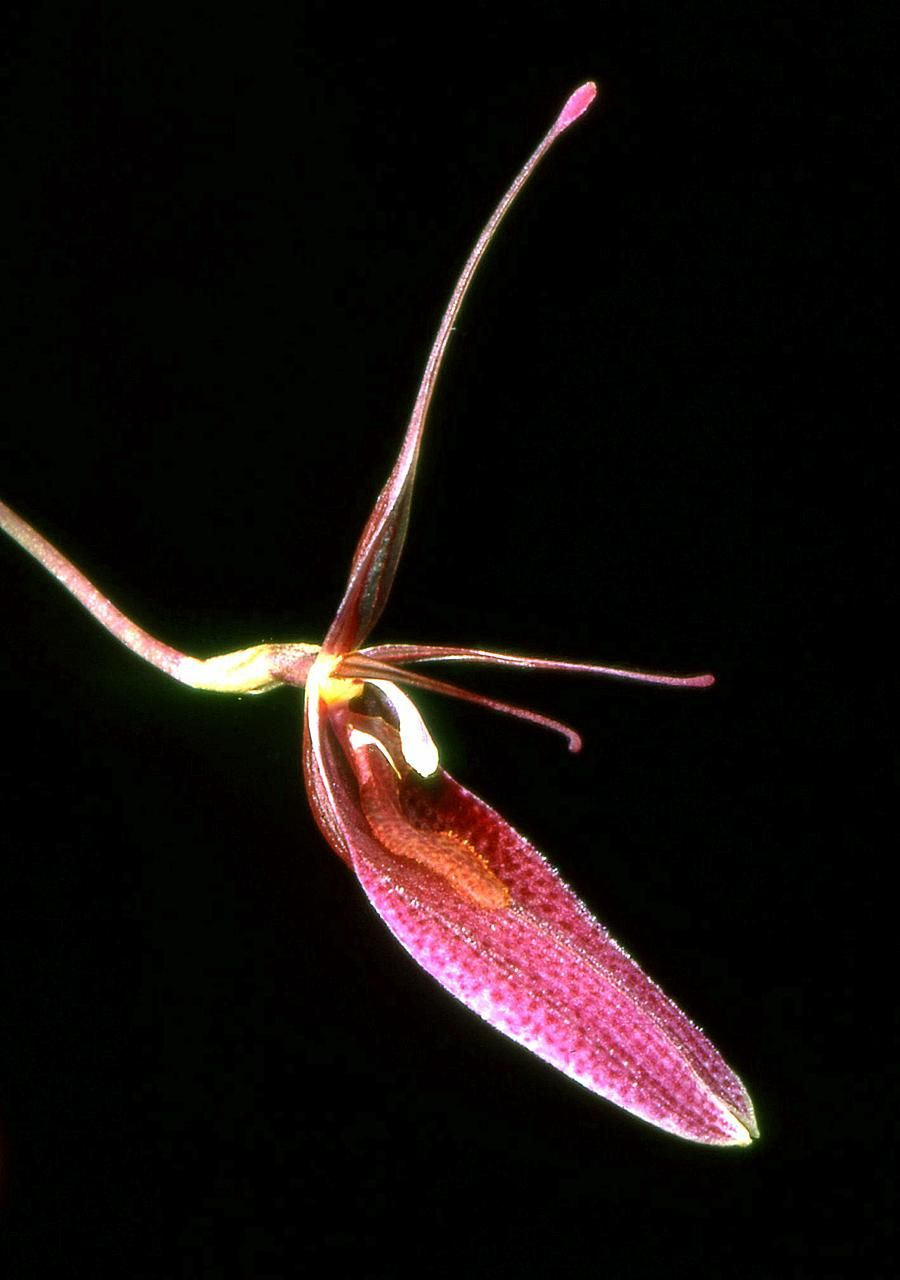
Restrepia brachypus
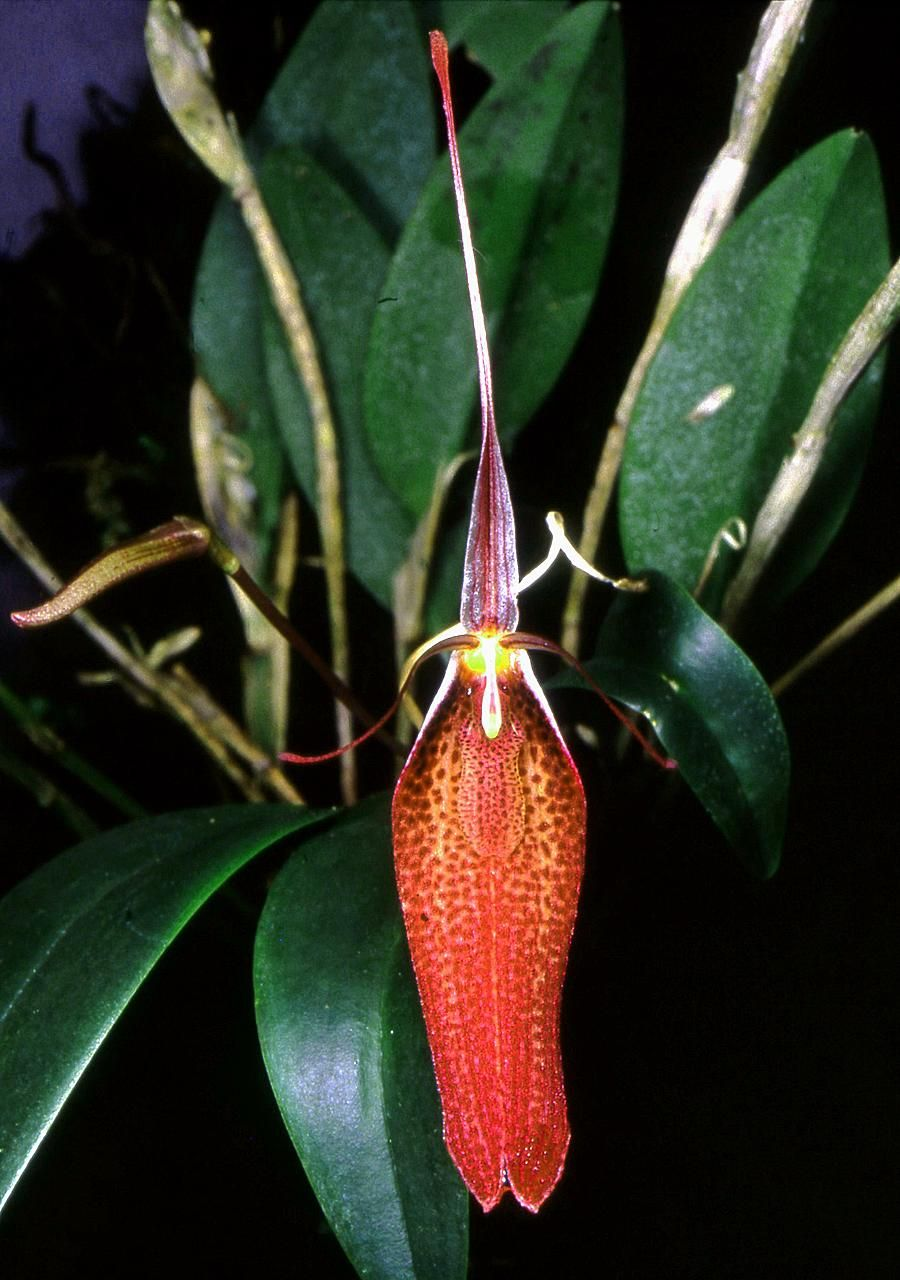
Restrepia contorta
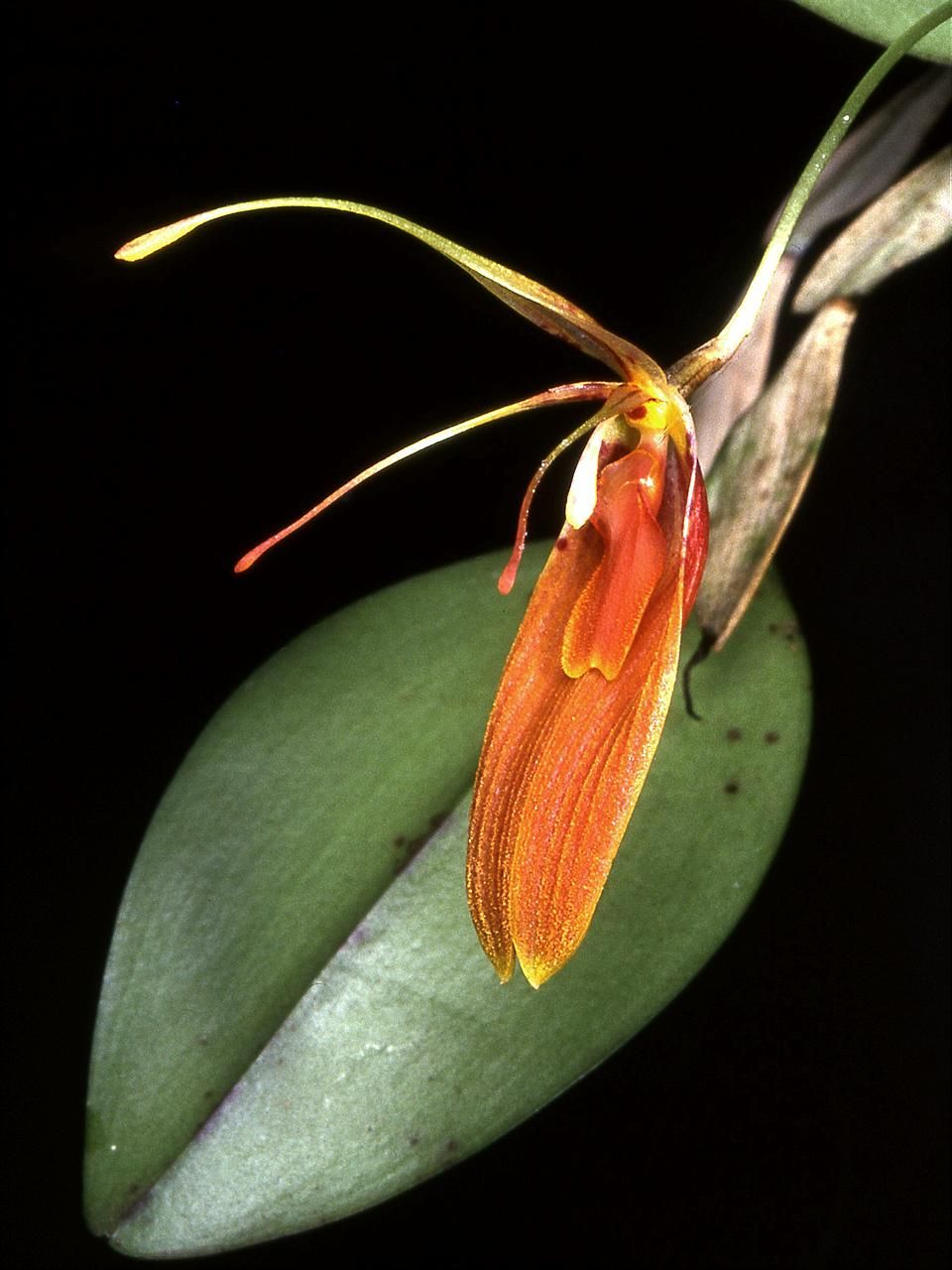
Restrepia cuprea
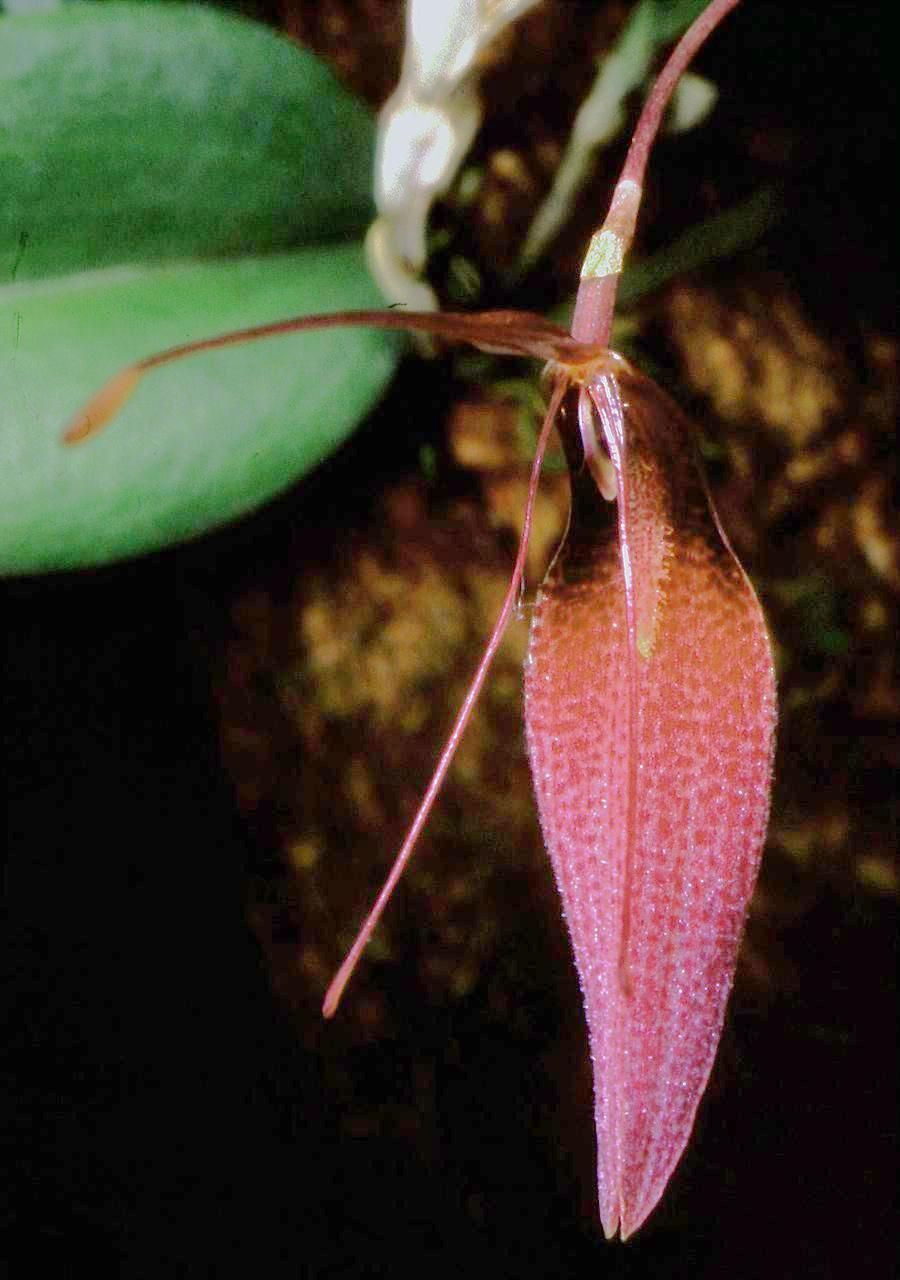
Restrepia dodsonii
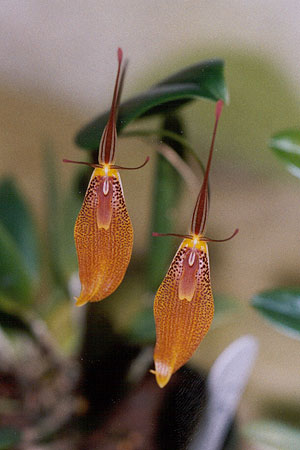
Restrepia elegans
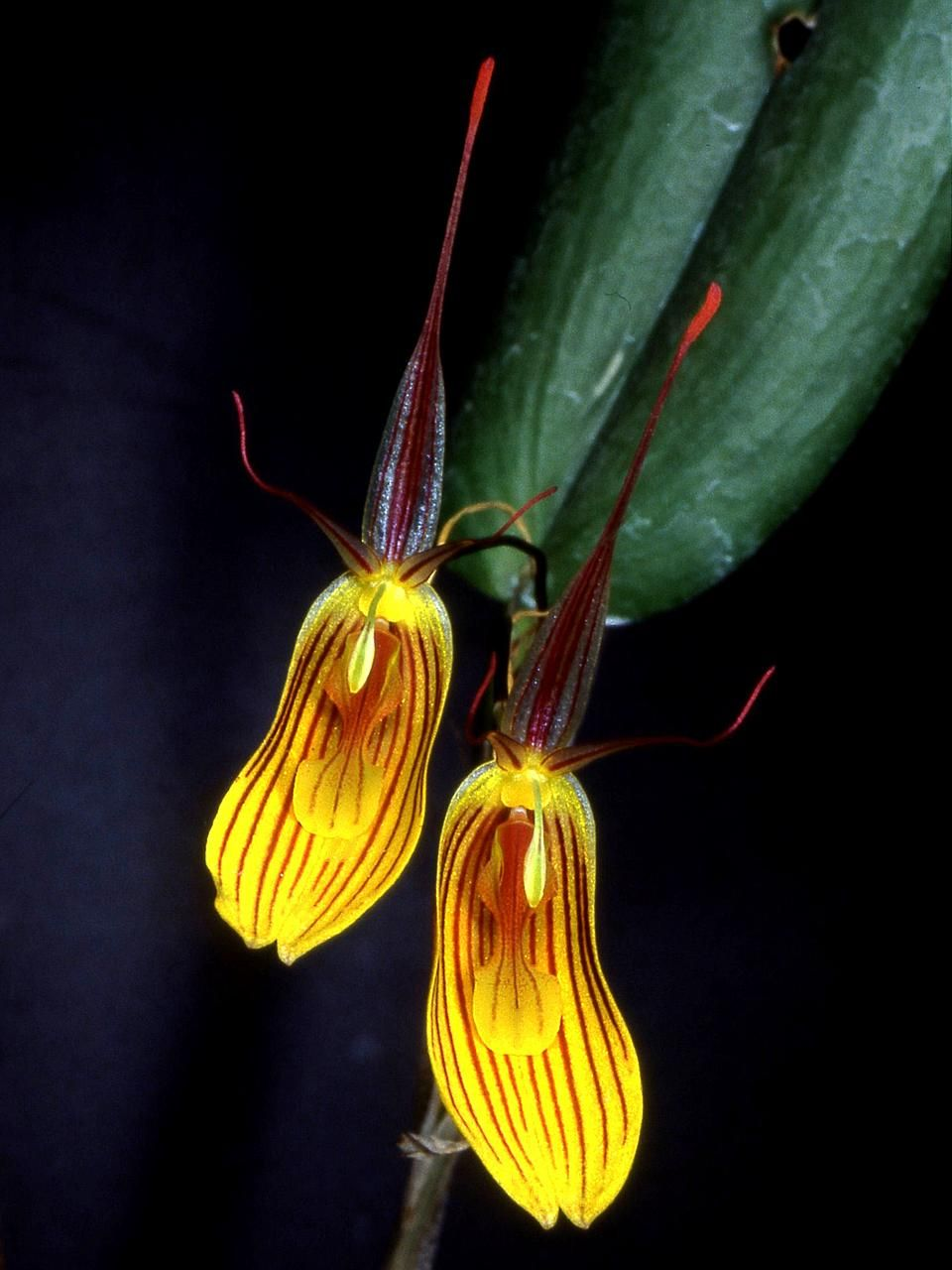
Restrepia falkenbergii
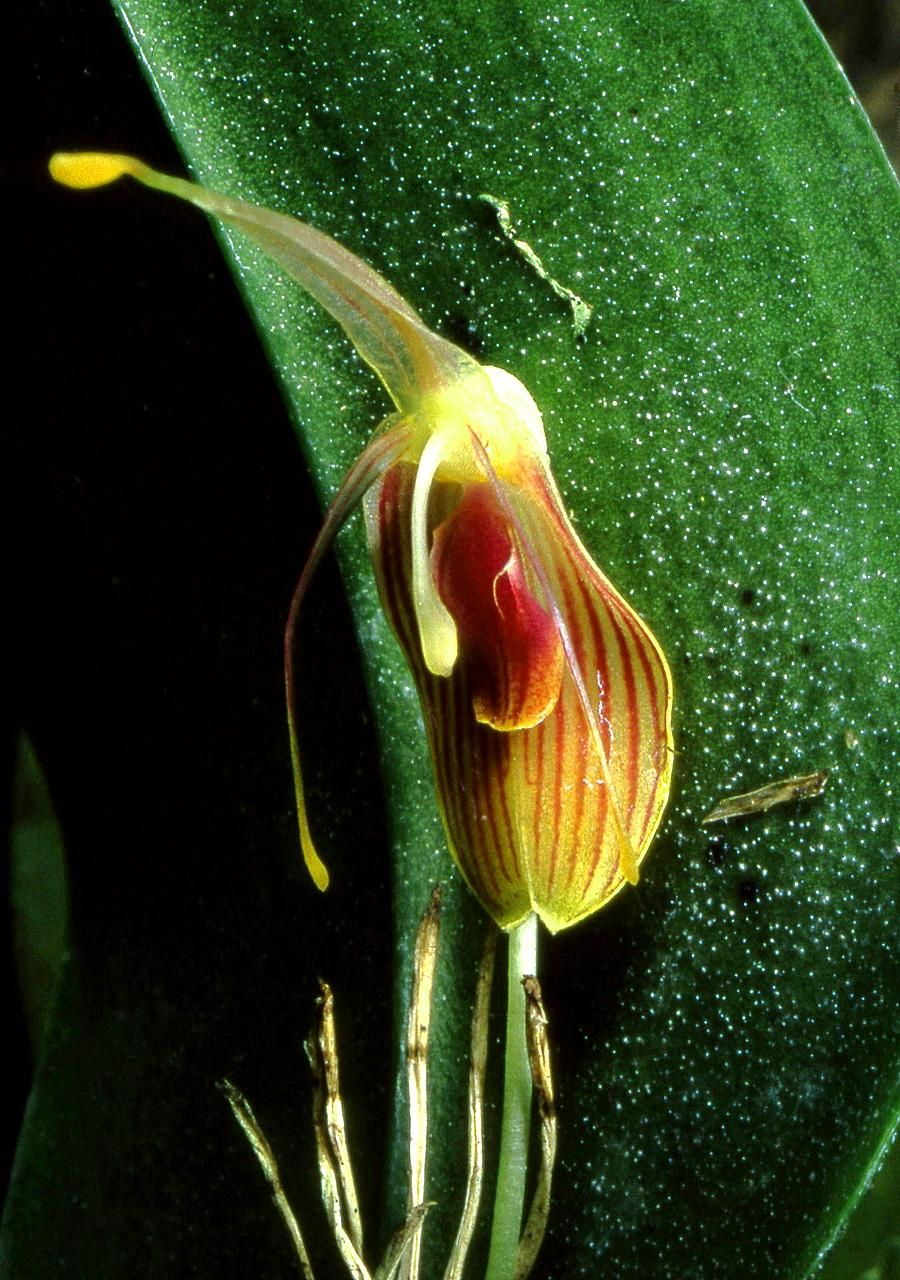
Restrepia flosculata
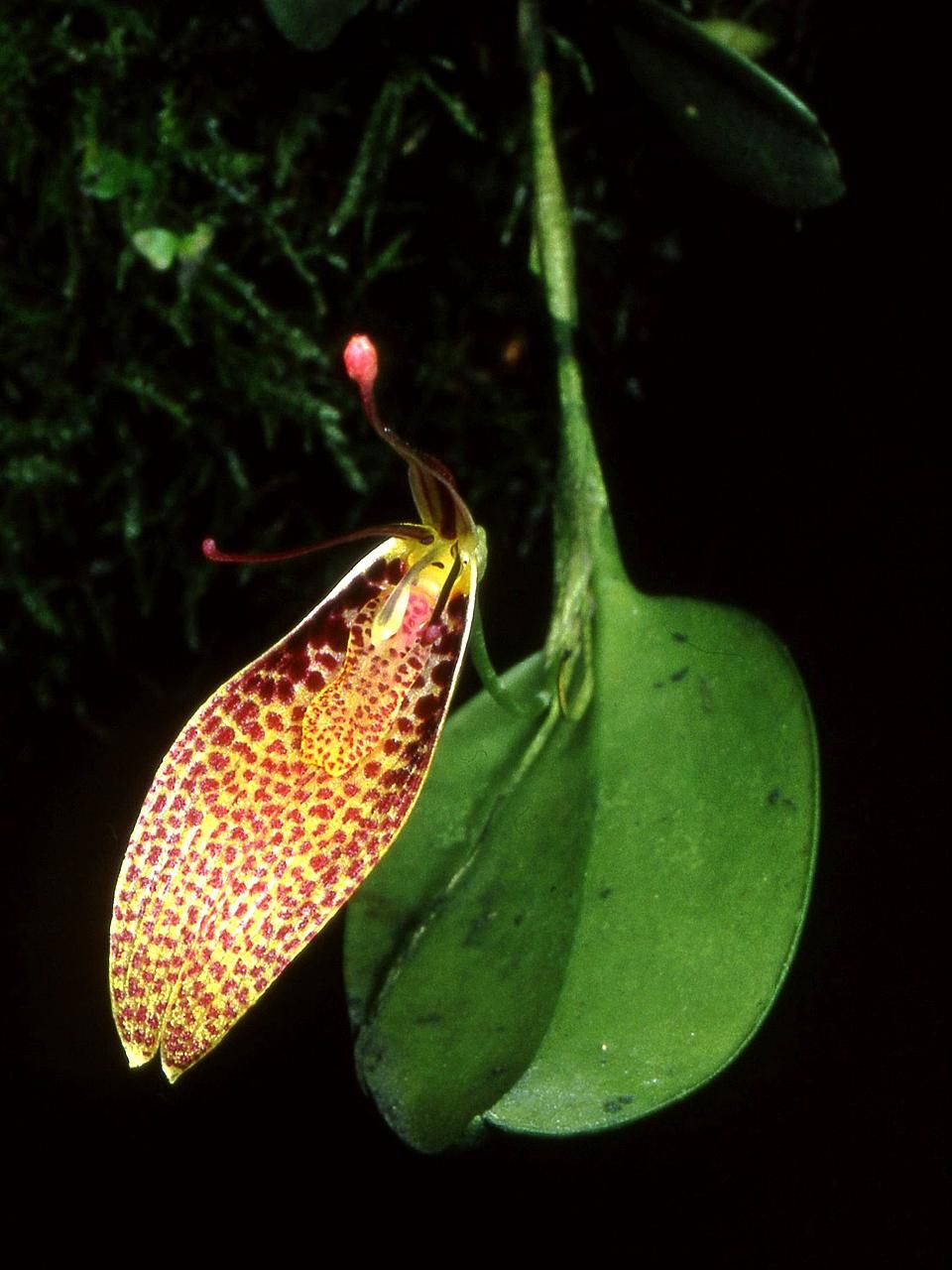
Restrepia guttulata
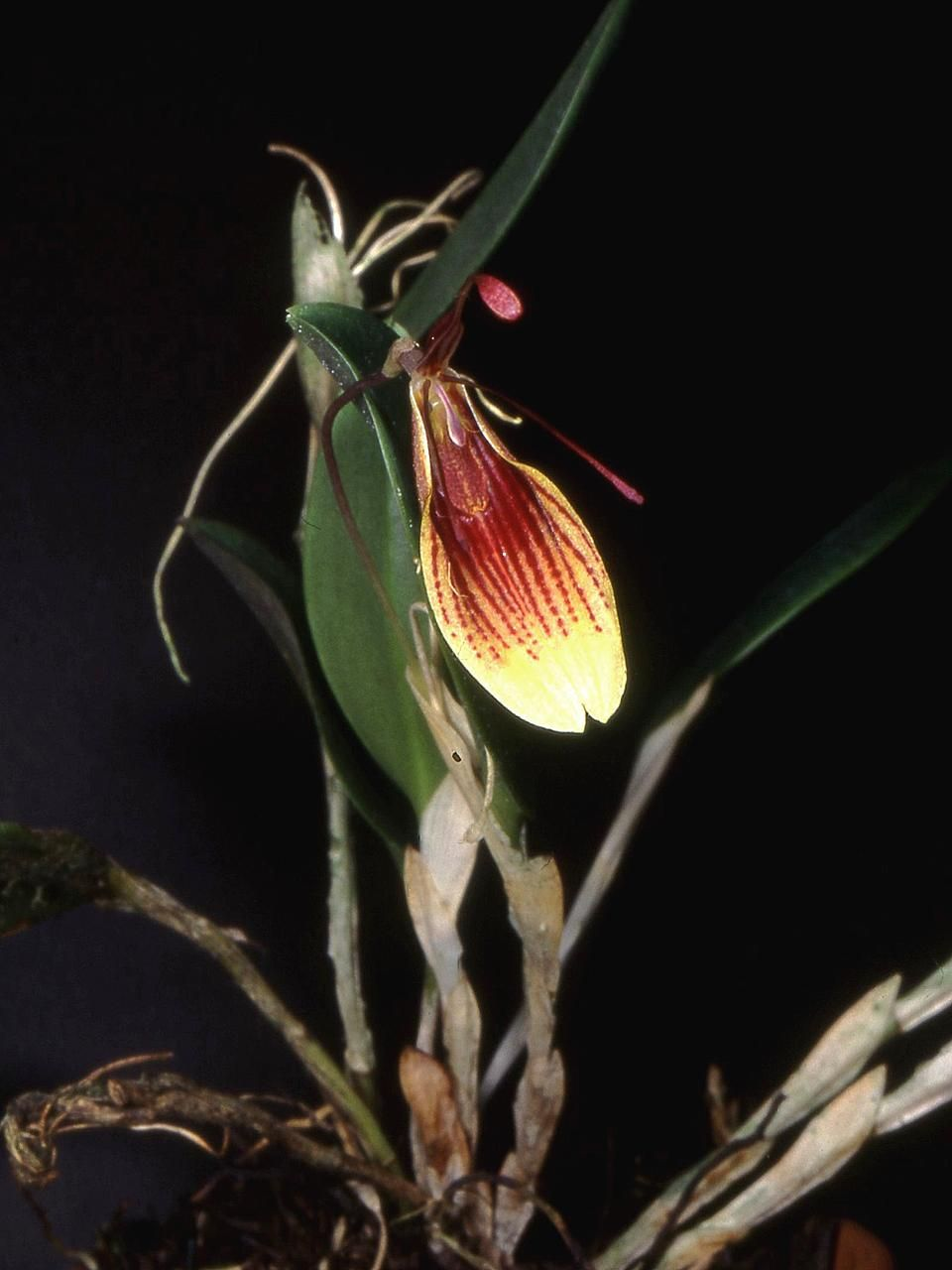
[Restrepia iris
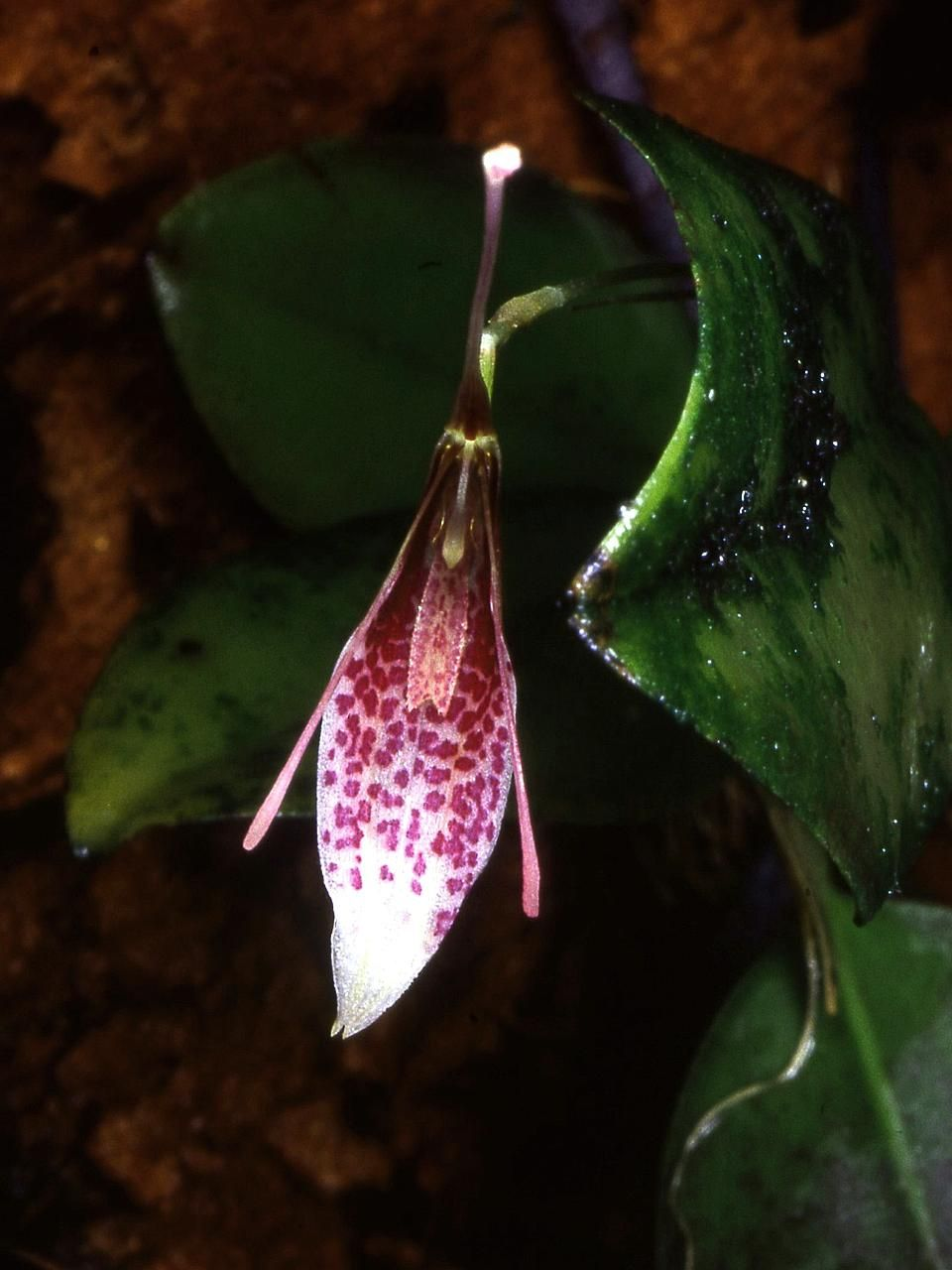
Restrepia lansbergii
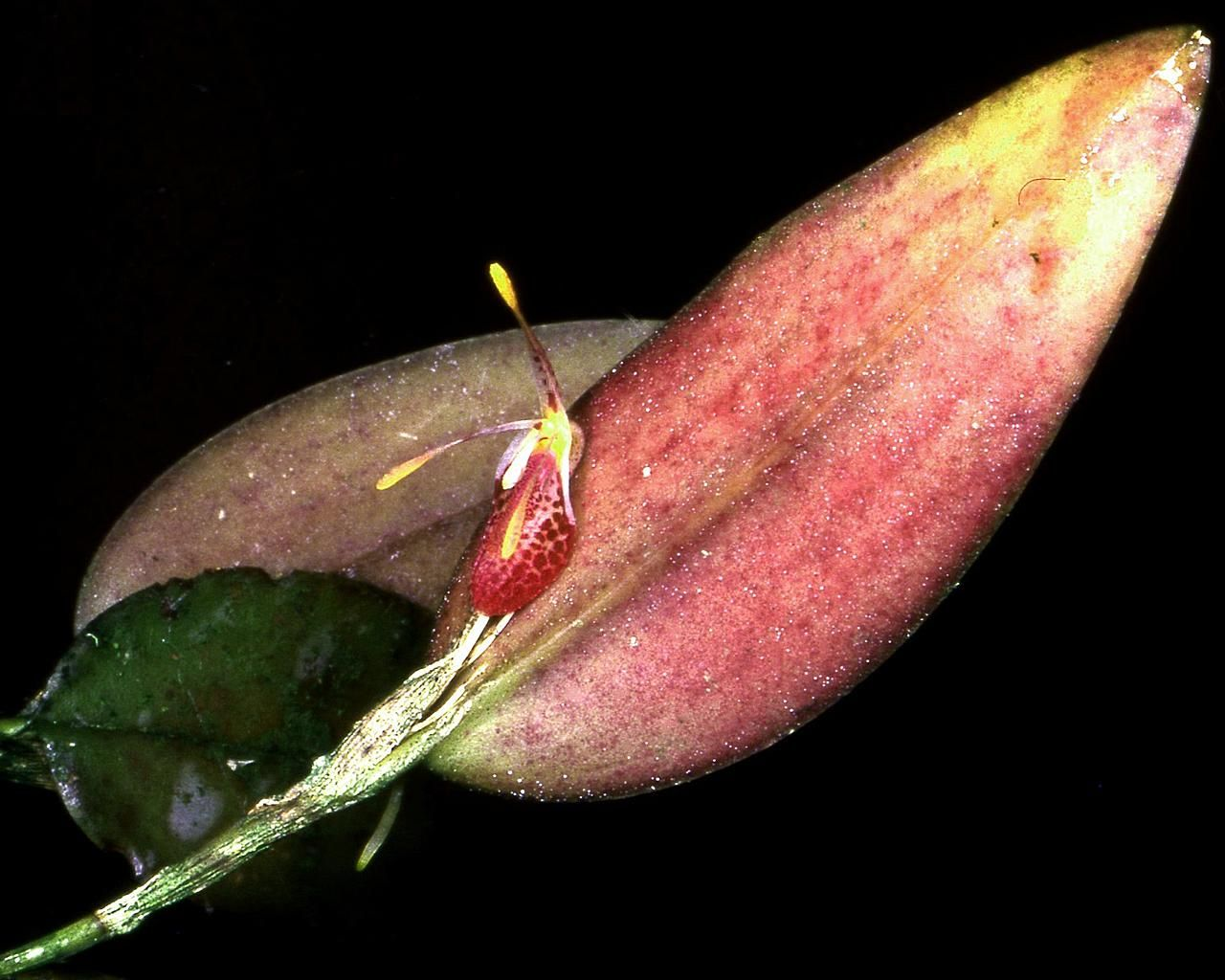
Restrepia muscifera
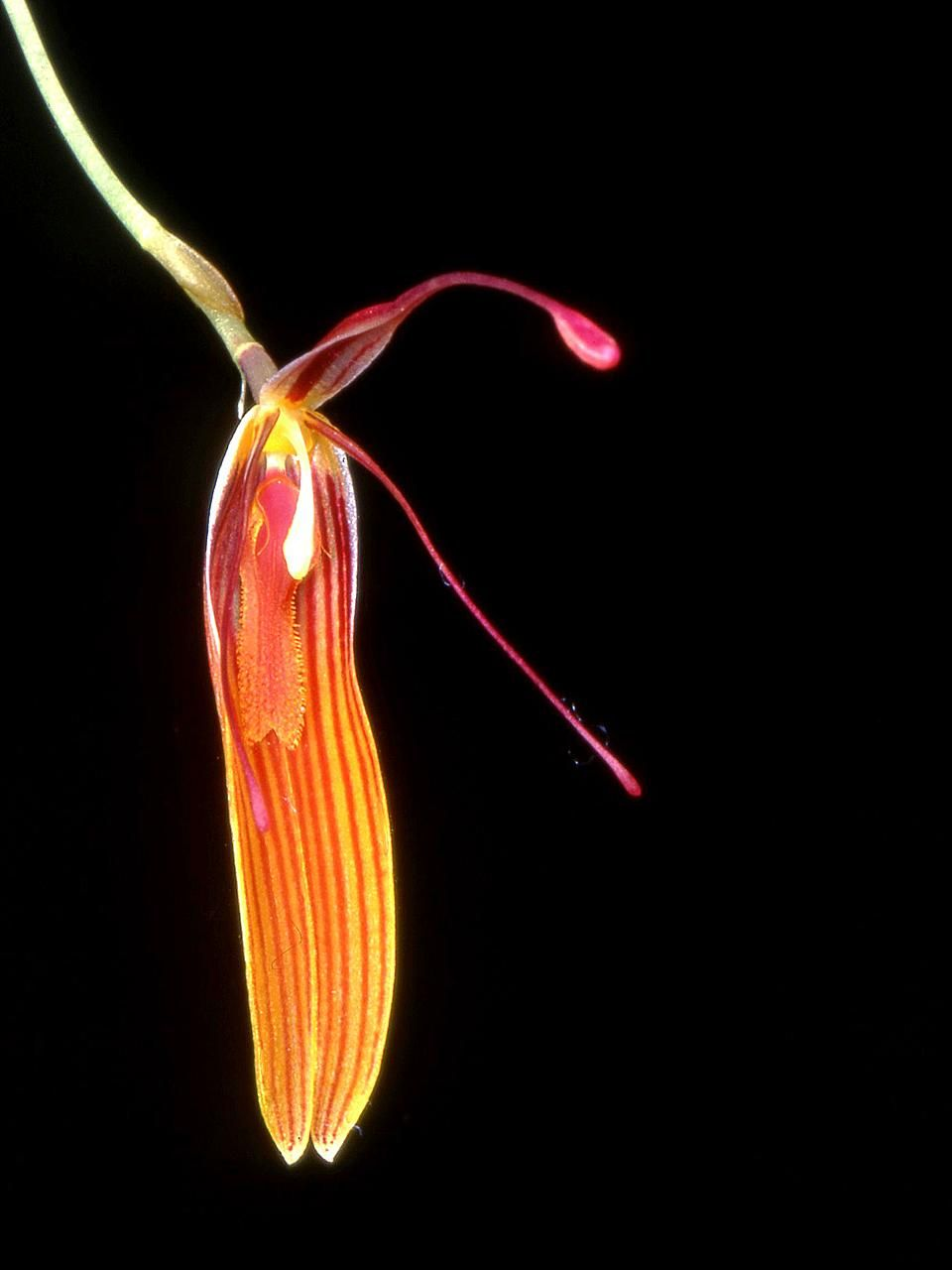
Restrepia nittiorhyncha
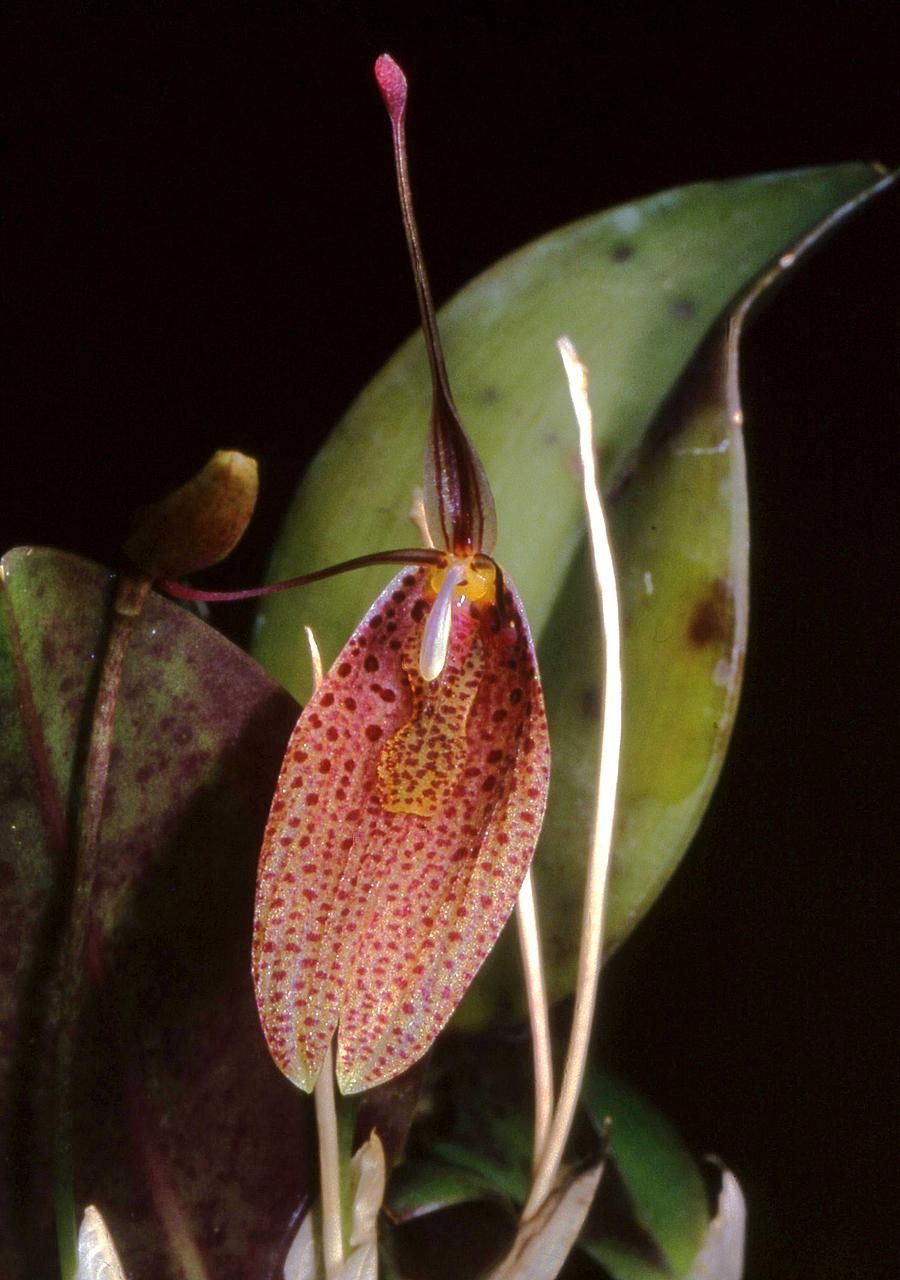
Restrepia pandurata
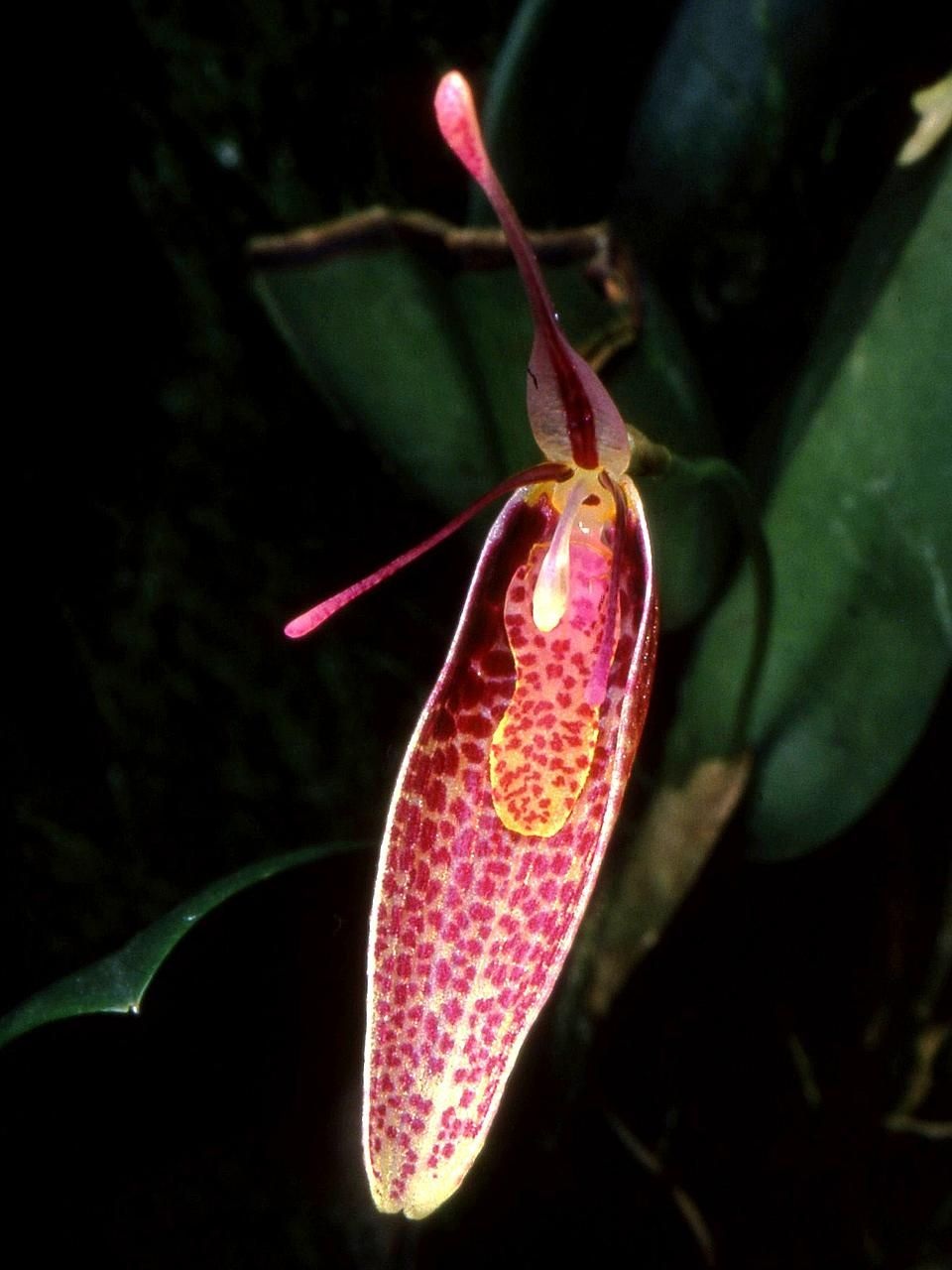
Restrepia roseola
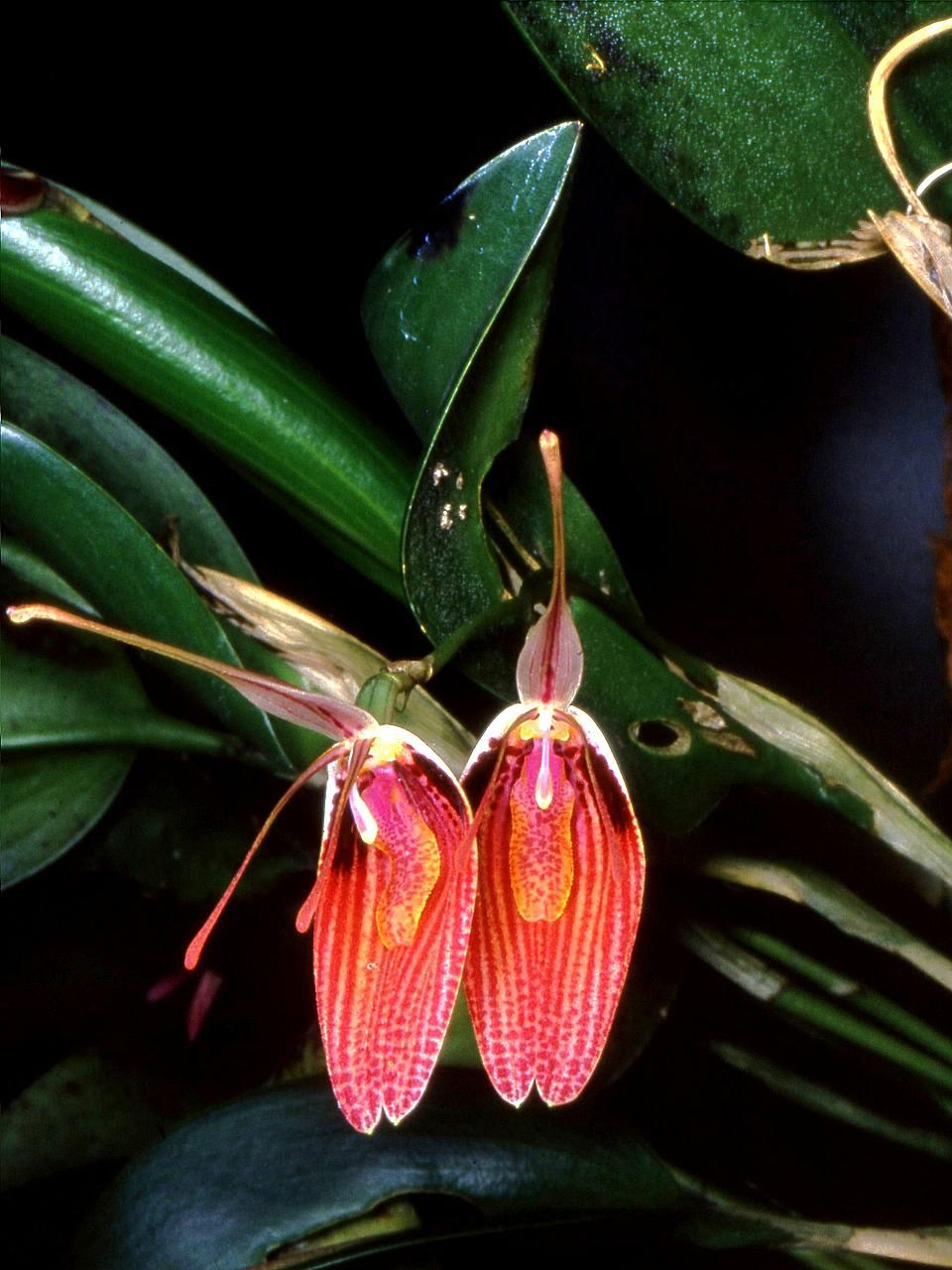
Restrepia sanguinea
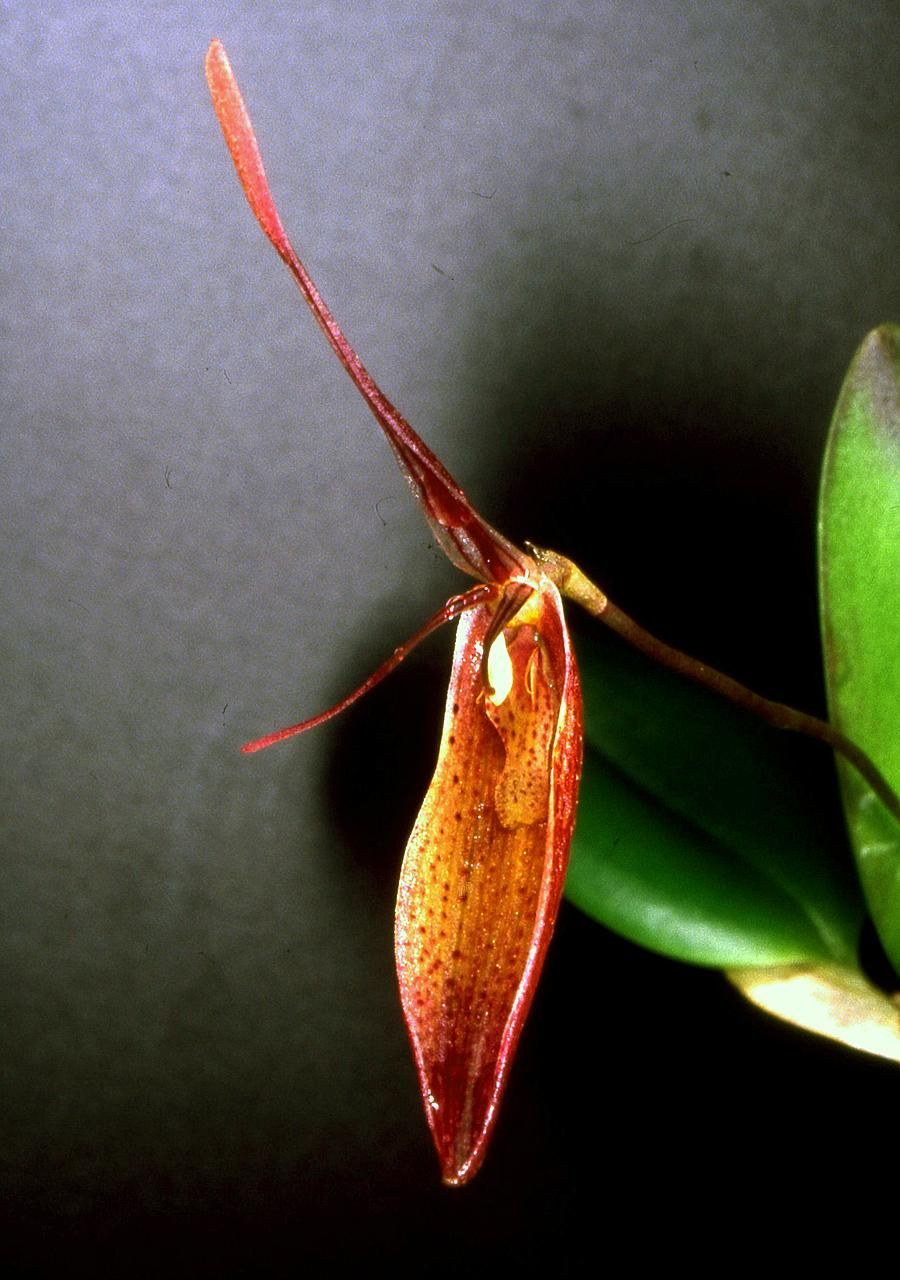
Restrepia teaguei
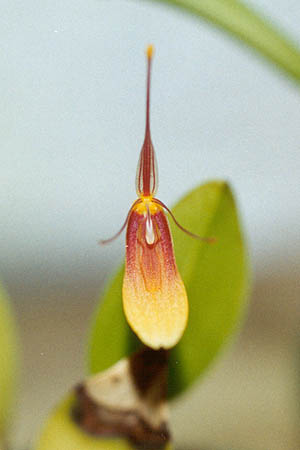
Restrepia trichoglossa
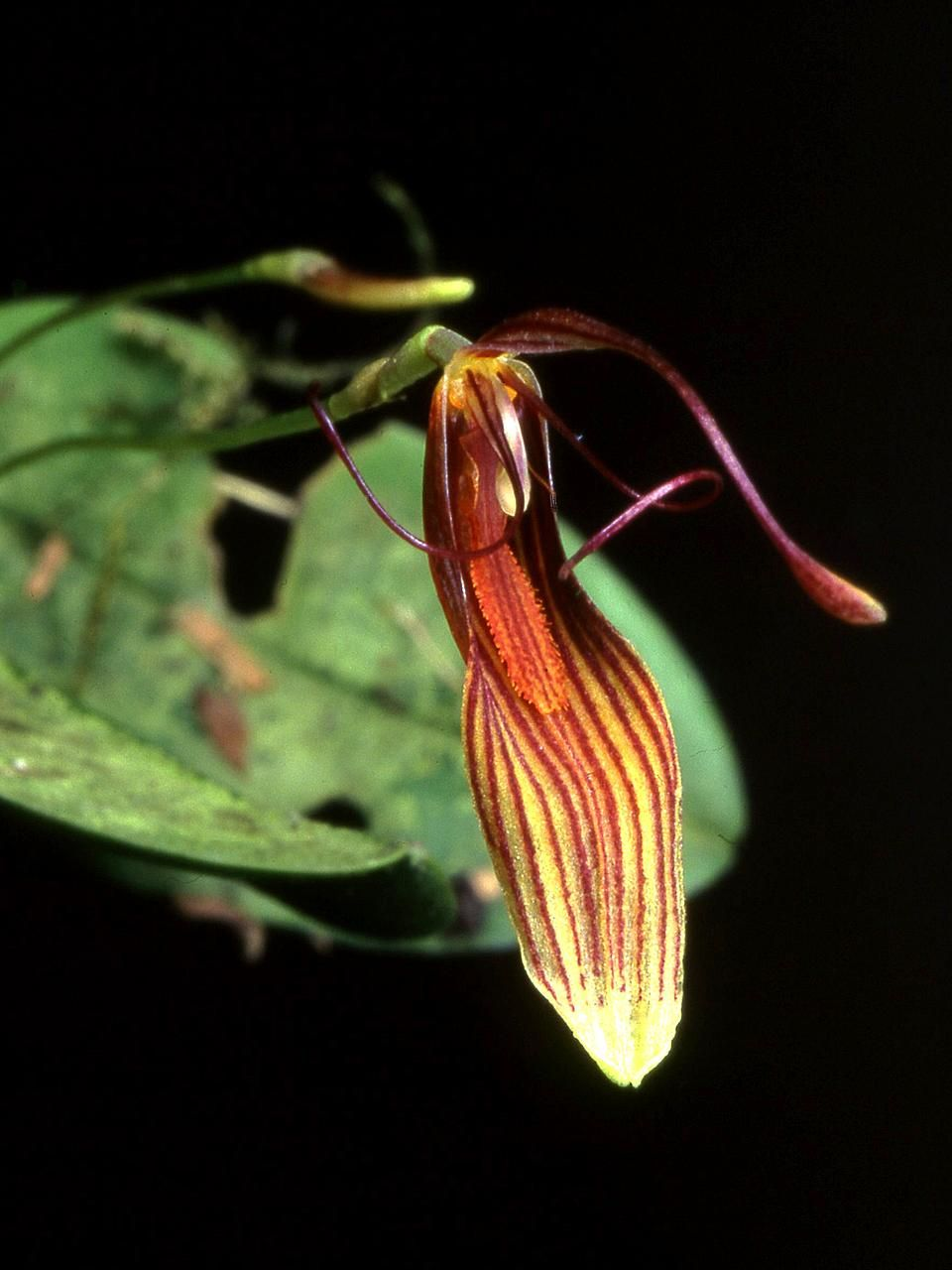
Restrepia wageneri

Se reconocen tres subgéneros. La especie tipo es : Restrepia antennifera.  
- Restrepia aberrans (Panamá).
- Restrepia antennifera: Restrepia de antena (W. Suramérica a NW. Venezuela).
- Restrepia aristulifera (Venezuela).
- Restrepia aspasicensium (Colombia a NW. Venezuela).
- Restrepia brachypus: Restrepia de pie de columna corto (W. Suramérica a Venezuela).
- Restrepia chameleon: Restrepia de color variable (Colombia).
- Restrepia chocoensis: Restrepia Chocó (Colombia).
- Restrepia chrysoglossa (Colombia).
- Restrepia citrina: Restrepia amarillo limón (Colombia).
- Restrepia cloesii (Perú).
- Restrepia condorensis: Restrepia Cóndor (SE. Ecuador).
- Restrepia contorta: Restrepia girada (W. Suramérica).
- Restrepia cuprea: Restrepia cobriza (Colombia).
- Restrepia cymbula (Ecuador).
- Restrepia dodsonii': Restrepia de Dodson (Ecuador).
- Restrepia echinata (E. Colombia a Perú).
- Restrepia echo (Colombia).
- Restrepia elegans: Restrepia Elegante (Colombia a NW. Venezuela).
- Restrepia ephippium (Ecuador).
- Restrepia escobariana (Colombia).
- Restrepia falkenbergii: Restrepia de Falkenberg (Colombia).
- Restrepia flosculata (: Restrepia de flores pequeñas, Colombia a NW. Ecuador).
- Restrepia guttulata: Restrepia de puntos pequeños (Venezuela a Ecuador).
- Restrepia iris: Restrepia Arcoiris (SE. Ecuador).
- Restrepia jesupiana (Venezuela).
- Restrepia lansbergii (NW. Venezuela a NC. Perú).
- Restrepia limbata (Colombia).
- Restrepia mendozae (SE. Ecuador).
- Restrepia metae (Colombia).
- Restrepia mohrii: Restrepia de Mohr (Perú).
- Restrepia muscifera: Restrepia de las moscas (S. México a Ecuador).
- Restrepia nittiorhyncha (Colombia).
- Restrepia pandurata (Colombia).
- Restrepia pelyx (Colombia).
- Restrepia piperitosa (Perú).
- Restrepia portillae (Ecuador).
- Restrepia purpurea: Restrepia Púrpura (Colombia).
- Restrepia radulifera (Venezuela).
- Restrepia renzii (Venezuela).
- Restrepia roseola: Restrepia Rosada (Venezuela).
- Restrepia sanguinea: Restrepia Sangre Roja (Colombia).
- Restrepia schizosepala (NE. Ecuador).
- Restrepia seketii (Colombia).
- Restrepia tabeae: Restrepia de Tabe (Colombia).
- Restrepia teaguei: Restrepia de Teague (Ecuador).
- Restrepia trichoglossa: Restrepia lengua peluda (México - Chiapas a Ecuador)
- Restrepia tsubotae (Colombia).
- Restrepia vasquezii: Restrepia de Vásquez (Bolivia).
- Restrepia wageneri (NW. Venezuela).